# Estación Univalle (MIO)
Univalle es una de las estaciones del Sistema Integrado de Transporte MIO de la ciudad de Cali, inaugurado en el año 2008. 

## Ubicación
Se encuentra ubicada en el extremo sur de la ciudad, frente al campus principal de la Universidad del Valle y en el cruce de dos avenidas principales: la carrera 100 y la Avenida Pasoancho.

## Toponimia
La estación recibe su nombre dada la cercanía a la sede principal de la Universidad del Valle.

## Características
La estación tiene una sola vía de acceso peatonal por la Avenida Pasoancho. Cuenta con dos vagones.
Su pictograma es el de la estatua del búho, que hace parte del parque arqueológico de San Agustín, ubicado en el municipio del mismo nombre en el departamento del Huila.

## Servicios de la estación

### Rutas expresas y troncales
| Ruta | Estación Origen                        | Estación Destino            | Sentido (N/S) |
| ---- | -------------------------------------- | --------------------------- | ------------- |
| T31  | Terminal Paso del Comercio Cra 1 Cl 71 | Universidades Cra 100 Cl 16 | Ambos         |

### Rutas pretroncales
| Ruta | Origen                      | Trayecto                                          | Destino                     |
| ---- | --------------------------- | ------------------------------------------------- | --------------------------- |
| P21C | Terminal Menga Av 3N Cl 70N | Cl 70 - Aut Suroriental - Cl 5                    | Universidades Cra 100 Cl 16 |
| P21E | Terminal Menga Av 3N Cl 70N | Av 6N - Av. Las Américas - Centro - Av. Pasoancho | Universidades Cra 100 Cl 16 |

## Sitios de interés
- Universidad del Valle Campus Meléndez
- Centro Comercial Unicentro
- Icetex
- Parque Lineal del Río Lili
- Barrio Ciudad Jardín
- Barrio Multicentro

## Problemática
Por su cercanía con la Universidad del Valle, la estación es blanco de constantes ataques debido a las manifestaciones realizadas a las afueras del campus universitario.